# Wilhelm Bollenberg
Wilhelm Bollenberg (* 17. Dezember 1941 in Dortmund) ist ein ehemaliger deutscher Radrennfahrer.

## Sportliche Laufbahn
Bollenberg war im Straßenradsport aktiv und in den 1960er Jahren Mitglied der Nationalmannschaft.
1963 war er im Eintagesrennen Rund um Dortmund erfolgreich. 1964 siegte er im Herpersdorfer Express-Preis, der zu den Auswahlrennen für die Olympiakandidaten des Bundes Deutscher Radfahrer gehörte. Bollenberg gehörte dem Kader für die Olympiaausscheidungsrennen im Straßenradsport 1964 mit der DDR für die Olympischen Sommerspiele in Tokio an. 1964 bestritt er die Österreich-Rundfahrt. Im Ernst-Sachs-Gedächtnisrennen 1964 hatte Bollenberg den Zielsprint gewonnen, wurde aber nachträglich wegen Behinderung eines Fahrers distanziert.
1965 und 1966 startete Bollenberg als Berufsfahrer für das Radsportteam Torpedo, blieb jedoch ohne Erfolge als Radprofi.  